# Nam Sầm Sơn
Nam Sầm Sơn là một phường thuộc tỉnh Thanh Hóa, Việt Nam.
Được thành lập ngày 16 tháng 6 năm 2025 trên cơ sở các xã, phường phía nam của thành phố Sầm Sơn cùng xã Quảng Giao của huyện Quảng Xương, phường Nam Sầm Sơn chính thức hoạt động từ ngày 1 tháng 7 năm 2025.

## Địa lý
Phường Nam Sầm Sơn nằm ở giữa vùng ven biển phía đông tỉnh Thanh Hóa, có vị trí địa lý:
- Phía đông giáp vịnh Bắc Bộ
- Phía nam giáp xã Quảng Ninh
- Phía tây giáp xã Lưu Vệ
- Phía bắc giáp các phường Quảng Phú, Sầm Sơn.

Phường Nam Sầm Sơn có diện tích tự nhiên 18,48 km², quy mô dân số năm 2024 là 37.572 người, mật độ dân số đạt 2.033 người/km².

## Lịch sử
Địa giới hành chính phường Nam Sầm Sơn trước đây vốn là các xã, phường nằm ở phía nam của thành phố Sầm Sơn và xã Quảng Giao nằm ở phía đông bắc huyện Quảng Xương.
Ngày 16 tháng 6 năm 2025, thành phố Sầm Sơn và huyện Quảng Xương bị giải thể do bỏ cấp huyện; phường Nam Sầm Sơn được thành lập theo Nghị quyết số 1686/NQ-UBTVQH15 của Ủy ban Thường vụ Quốc hội trên cơ sở sáp nhập toàn bộ diện tích tự nhiên và quy mô dân số của:
- Phường Quảng Vinh và 2 xã Quảng Minh, Đại Hùng từng thuộc thành phố Sầm Sơn
- Xã Quảng Giao từng thuộc huyện Quảng Xương.

Phường này chính thức hoạt động từ ngày 1 tháng 7 năm 2025, là đơn vị hành chính trực thuộc tỉnh Thanh Hóa.

## Hành chính
Phường Nam Sầm Sơn có 32 tổ chức tự quản. Dưới đây là danh sách các tổ chức tự quản theo địa giới từng xã, phường cũ:
| Mã    | Tên xã/phường | Hành chính    | Hành chính                                                                                      |
| Mã    | Tên xã/phường | Số lượng      | Danh sách                                                                                       |
| ----- | ------------- | ------------- | ----------------------------------------------------------------------------------------------- |
| 16513 | Quảng Minh    | 5 tổ dân phố  | 1, Đà Trung, Minh Thiện, Phúc Quang, Trường Thịnh                                               |
| 16516 | Đại Hùng      | 11 tổ dân phố | 1, 2, 3, 4, 5, 6, Hòa Đông, Huệ Nghiêm, Kênh Lâm, Phú Xá, Thủ Phú                               |
| 16519 | Quảng Giao    | 7 tổ dân phố  | 4, 5, 6, 7, 8, 9, Việt Trung                                                                    |
| 16534 | Quảng Vinh    | 9 khu phố     | Đông Đức, Hồng Hải, Nam Bắc, Phú Khang, Quang Minh, Tây Nam, Thanh Minh, Thượng Du, Xuân Thượng |